# Притча про сліпих (картина Брейгеля)
«Притча про сліпих», відома також під назвами «Сліпі» та «Сліпий веде сліпого» (нід. De parabel der blinden) — картина фламандського художника періоду Ренессансу Пітера Брейгеля Старшого, написана у 1568 році. Робота виконана темперою на лляному полотні розміром 86 x 154 см. На картині зображено біблійний сюжет «Сліпий веде незрячого» з Мт 15:14. Твір входить до колекції неапольського музею Каподімонте.
Робота демонструє властиву Брейгелю майстерність спостереження. Всі персонажі зображені з різними видами ураження очей, від більма і атрофії очного яблука до енуклеації. Голови чоловіків підняті для кращої орієнтації у просторі. Діагональна композиція візуально підсилює враження руху шести фігур, які послідовно падають. Завдяки точному зображенню деталей і оригінальному композиційному рішенню картина «Притча про сліпих» вважається одним із шедеврів світового живопису. Збільшену копію картини написав син художника Пітер Брейгель Молодший. Оригінальне полотно надихнуло на написання літературних творів, зокрема віршів Шарля Бодлера та Вільяма Вільямса, а також роману Герта Хоффмана «Притча про сліпих».
Брейгель написав картину за рік до своєї смерті. Художні критики пов'язують похмурий характер полотна із запровадженням у 1567 році урядом Іспанських Нідерландів Кривавої ради, яка задля збереження державної влади і придушення протестантського руху ініціювала масові арешти і страти. Зображена на задньому плані Церква Пед-Сент-Анн викликала суперечливі про- і антикатолицькі інтерпретації, проте достеменно невідомо, чи мала робота політичне підґрунтя.

## Сюжет

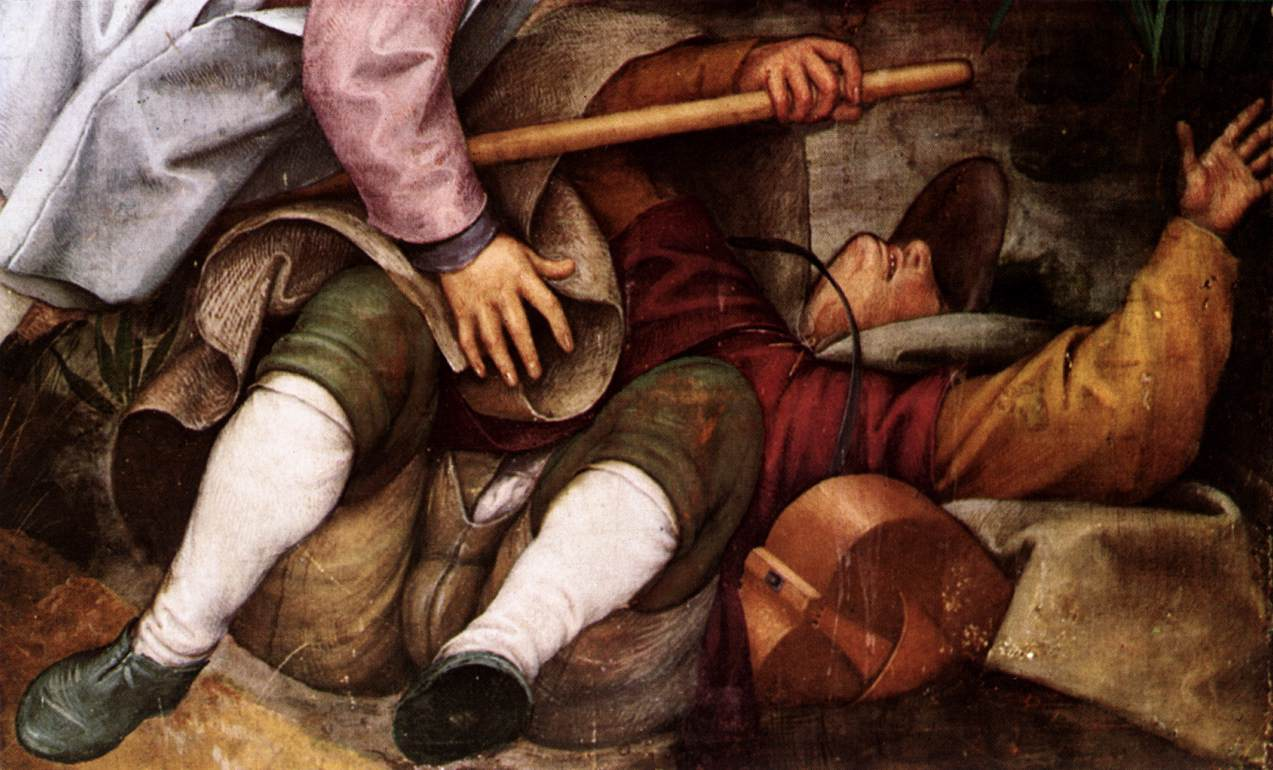
Фрагмент із зображенням поводиря, який падає на спину, демонструє майстерність Брейгеля у виборі ракурсу

На картині зображена процесія із шести сліпих і понівечених чоловіків, пов'язаних один з одним посохами і покладеними на плечі руками. Вони йдуть уздовж дороги, з одного боку якої тягнеться річка, а з іншого — знаходиться село з церквою. Поводир групи зображений під час падіння на спину у канаву. Він тягне слідом за собою інших супутників. На задньому плані зображена фігура пастуха. Існує версія, що чоловіки були не тільки сліпими, а й німими, про що говорить той факт, що вони не змогли попередити один одного про можливе падіння.
Сюжет картини заснований на біблійній притчі «Сліпий веде незрячого» з Мт 15:14, в якій Ісус звертається до єрусалимських книжників і фарисеїв: «Вони сліпі вожді сліпих; А коли сліпий веде сліпого, то вони обидва впадуть у яму». Однак, якщо в посланні Ісуса йшлося про сліпоту духовну, то Брейгель у найдрібніших деталях зобразив сліпоту тілесну. Відповідно до думки художнього критика Маргарет Салліван, у той час шанувальники художника були добре знайомі як з біблійними, так і з античними сюжетами. За два роки до того, як Брейгель написав «Притчу про сліпих», Еразм Роттердамський використовував у своїй книзі «Адагії» цитату римського поета Горація Caecus caeco dux («сліпий лідер сліпих»). На картині Брейгеля зображено шестеро сліпих замість двох, які фігурують у притчі. Усі вони вбрані в гарний одяг, а не в селянські сорочки, що характерно для пізніх робіт художника. Поводир уже впав, його обличчя приховано від глядачів, поруч з ним у канаві, повній бруду, лежить фідель. Другий незрячий ось-ось впаде, чоловік повертає голову так, щоб уберегти обличчя. Художник передав його відчай через безпорадно розчепірені пальці, які шукають раптово втрачену опору, і ковпак, що злітає з голови. Третій сліпий, що тримається за один посох з іншим, уже втратив контроль над своїм тілом — його ноги не просто підкошуються, а наполовину відриваються від землі. Падіння інших ще не відбулося, проте його легко передбачити. Четвертий незрячий все ще твердо стоїть на землі, але його фігура вже злегка нахиляється вперед, а плащ відкинутий назад. До поясу п'ятого, одягненого у червону сорочку, прив'язані литаври, на його шиї висить розп'яття. Шостий сліпий твердо стоїть на ногах і ще не здогадується про загрозу падіння.
Зображення вирізняється найдрібнішою деталізацією. Обличчя і костюми учасників процесії, а також пейзаж, виписані з великою ретельністю. Завдяки правильно підібраному ракурсу падіння поводиря здається правдивим. Церква на задньому фоні написана з Церкви Пед-Сент-Анн у селі Синт-Анна-Педе, що було нетипово для Брейгеля, який віддає перевагу фантазійному задньому плану перед реальним. Окрім «Притчі про сліпих», художник зобразив реальний пейзаж тільки на полотні «Неаполітанська гавань» (1560).

## Технічні дані

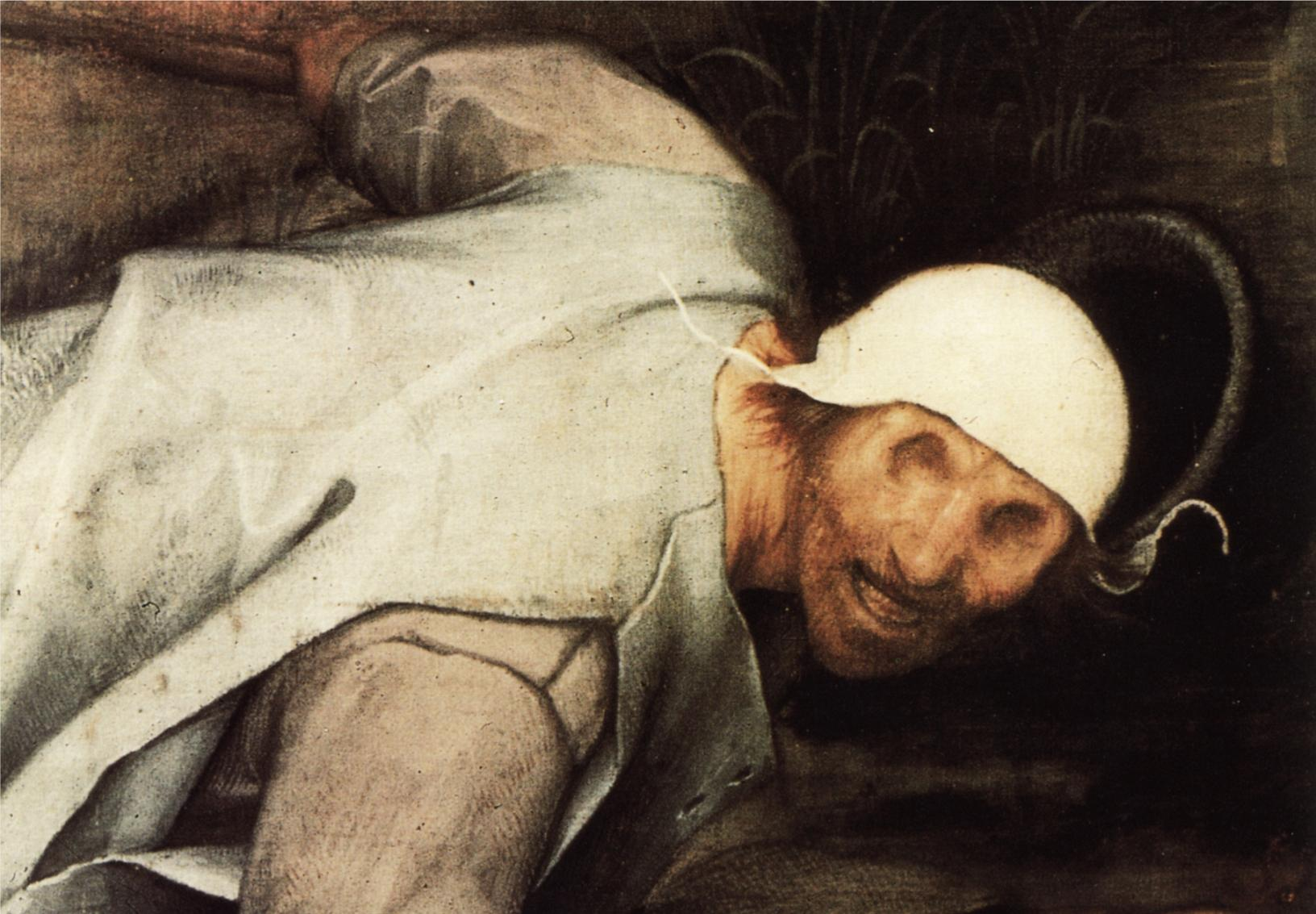
Фрагмент із зображенням чоловіка в білому капелюсі, який спотикається. Пізніше офтальмологи визначили, що очі сліпого були видалені

«Притча про сліпих» є однією з чотирьох збережених робіт Брейгеля, виконаних темперою. У їх число також входять «Поклоніння волхвів» (1564), «Мізантроп» (1568), «Вино на святі Святого Мартина» (1568). Аж до XVII століття, до широкого поширення олійного живопису, яєчна темпера використовувалася у станковому живопису та ілюмінованих рукописах . Достеменно невідомо, від кого Брейгель перейняв манеру письма темперою, але дослідники припускають, що на нього могли вплинути його теща, відома художниця- мініатюристка Майкен Верхюльст, учитель Брейгеля Пітер Кук ван Альст або ілюстратор Джуліо Кловіо. З останнім Брейгель жив в Італії і спільно малював темперні мініатюри.
Через слабкість льону і легкорозчинність клейового ґрунту, праці темперою погано зберігаються і практично не підлягають відновленню. Однак «Притча про сліпих» перебуває в гарному стані, невеликої ерозії зазнала тільки центральна частина полотна. Фігуру скотаря, що спирається на посох, видно в середній частині правої половини картини, вона нагадує схожий образ персонажа заднього плану праці «Невірність світу» (1568 року). Скотар також присутній на копіях картини, зокрема створених Пітером Брейгелем Молодшим. В оригінальній роботі за делікатними мазками проглядається структура лляного полотна. Картина підписана і датована BRVEGEL. MDLX. VIII. «Притча про сліпих» є однією з найбільших робіт, виконаних у 1568 році; розмір полотна складає 86 x 154 см. Однак серед мистецтвознавців ведуться дискусії про те, чи була картина Брейгеля обрізана по краях. На користь цієї теорії свідчить те, що репліки полотна, які зберігаються у віденській колекції Ліхтенштейнів, не закінчуються, як в оригіналі, біля руки поводиря, що впав.

## Стиль
Колірна гама полотна складена з відтінків сірого, зеленого, коричнево-червоного і чорного. Подібні бляклі тони передають властиве картині почуття смутку. На думку мистецтвознавця Сергія Львова, «Притча про сліпих» є найбільш приглушеною по тону роботою Брейгеля. Фігури розташовані по діагональній лінії, що не тільки створює видиме драматичне напруження, але і розділяє передній і задній плани. Земля під ногами сліпих здається опуклою, натякаючи на округлість земної кулі, водночас задній план зображений більш пласким. Ландшафт нагадує пейзажі фламандського регіону (Брабант), тоді як у більшості випадків Брейгель вважав за краще додавати не властиві місцевій природі елементи, наприклад, гірські хребти. Умиротворення пейзажу тільки підкреслює відчуженість і самотність сліпих, які проходять повз.
Брейгель зобразив сцену з властивою роботам періоду Ренесансу емпіричною неупередженістю. На відміну від ранніх художніх творів, схильних до сакралізації сліпих як отримувачів божественних дарів, картина Брейгеля зображує їх без симпатії, немічними і слабкими. Так, безокий чоловік, найімовірніше, втратив зір як покарання за проступок чи бійку. Згідно мистецтвознавцю Наталії Гершензон-Чегодаєвій, брейгелівські сліпі характеризуються «крайньою, усебічною неповноцінністю, приреченістю і безмежною самотністю». До Брейгеля сліпих зазвичай зображували із закритими очима, проте художник приділив особливу увагу різним ураженням очей. Реалістичність зображення пізніше дозволила фахівцям ідентифікувати зафіксовані дефекти, хоча й досі існують деякі розбіжності з приводу діагнозів. Французький анатомічний патолог Жан-Мартен Шарко і анатом Поль Ріше опублікували одне з перших досліджень на цю тему Les difformes et les malades dans l'art («Деформовані і хворі в мистецтві», 1889), у 1957 році патолог Тоні-Мішель Торрільон також вивчив зображені Брейгелем фігури. Дослідники дійшли думки, що очі поводиря не помітні, у наступної за ним людини вони відсутні разом із повіками, третій чоловік страждає від лейкоми рогівки, у четвертого діагностовано атрофію очного яблука, п'ятий або не сприймає світло, або має світлобоязнь, водночас останній чоловік, найімовірніше, хворіє на пемфігус або бульозний пемфігоїд. Шарко і Ріше окремо відзначили точність зображення поведінки сліпих, які йдуть з піднятими догори обличчями, що дозволяло їм краще орієнтуватися у просторі за допомогою нюху і слуху. Обличчя сліпих застигли в потворних гримасах, що тільки збільшує у глядача почуття відрази.

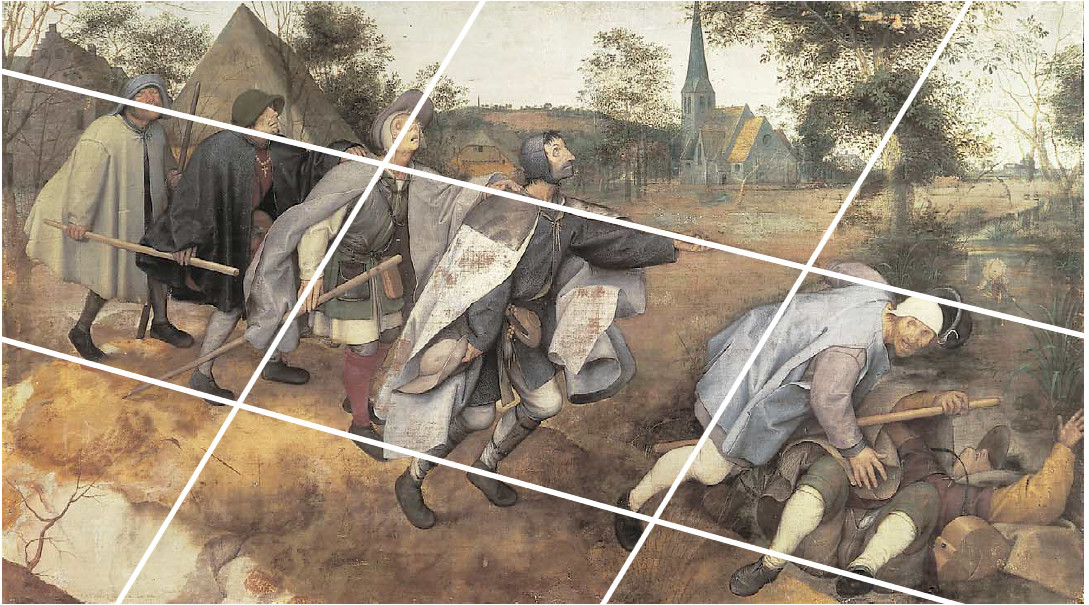
Діагональна композиція надає картині напруги і відчуття руху

## Історичне тло

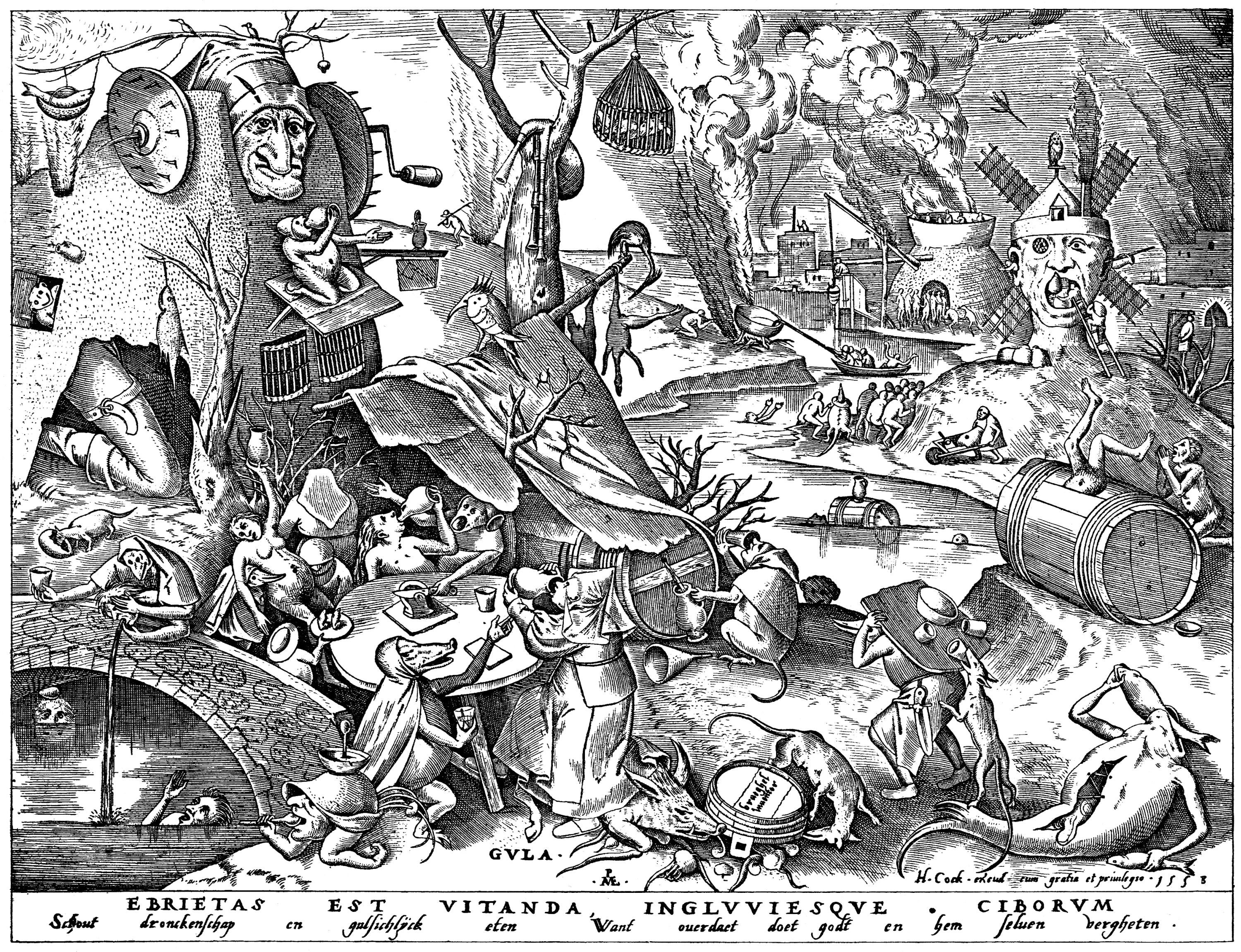
Чорно-біла ілюстрація сцени з ранньої роботи Брейгеля «Ненажерливість», 1558 рік. Стиль картини схожий на зображення Ієроніма Босха

Європа у XVI столітті зазнавала безлічі суспільних змін: Реформація і протестантська відмова від релігійної символіки, перевага емпіризму над вірою Бога, зміцнення середнього класу на тлі зростання меркантилізму. Епоха характеризувалася науковими відкриттями і переходом до емпіричних знань. У цей період сформувалася геліоцентрична система світу Миколая Коперника і картографічна наука Абрагама Ортеліуса, яка вплинула на зображення пейзажів, з'явилися друковані видання Гутенберга. Досягнення Андреаса Везалія в анатомії змінили суспільне сприйняття людського тіла, що стало мотивацією для художників приділяти більше уваги анатомічній точності.
Художні твори стали виходити на широкий ринок, і художники прагнули відійти від загальноприйнятих сюжетів, які зображають сцени з життя аристократії або біблійні і міфологічні фабули. Серед артистів набирали популярності нові, реалістичні техніки, засновані на спостереженнях над навколишнім світом. Раніше образ буденності вже висвітлювався в античній літературі. На тлі інтересу до класичної культури багато художників також звернулися до побутового жанру і зображення звичайних людей.
Пітер Брейгель Старший почав свою кар'єру із зображення пейзажів та фантастичних сцен у похмурому стилі, який нагадує картини Ієроніма Босха. Згодом Брейгель пішов художнім шляхом іншого майстра — Пітера Артсена, який отримав популярність у 1550-і роки за реалістичне зображення повсякденності. Однією з найзнаменитіших картин Артсена стала «М'ясна лавка зі святим сімейством, що роздає милостиню» (1551), яка зафіксувала найдрібніші деталі м'ясних продуктів. Брейгель також почав зображати буденність із позиції стороннього спостерігача. Художник не писав портрети королівської сім'ї чи представників дворянства, отримавши популярність за детальні, точні і реалістичні зображення селян на лляних полотнах і дубових панелях. Реалізм в епоху пізнього Відродження виступав за гуманістичне зображення протиріччя життя, передачу багатоскладного характеру повсякденності. У ранніх роботах Брейгеля селяни зображувалися безликими, з узагальненими рисами облич, проте з розвитком майстерності художника, їх фізіономії стали більш виразними і ретельно промальованими.

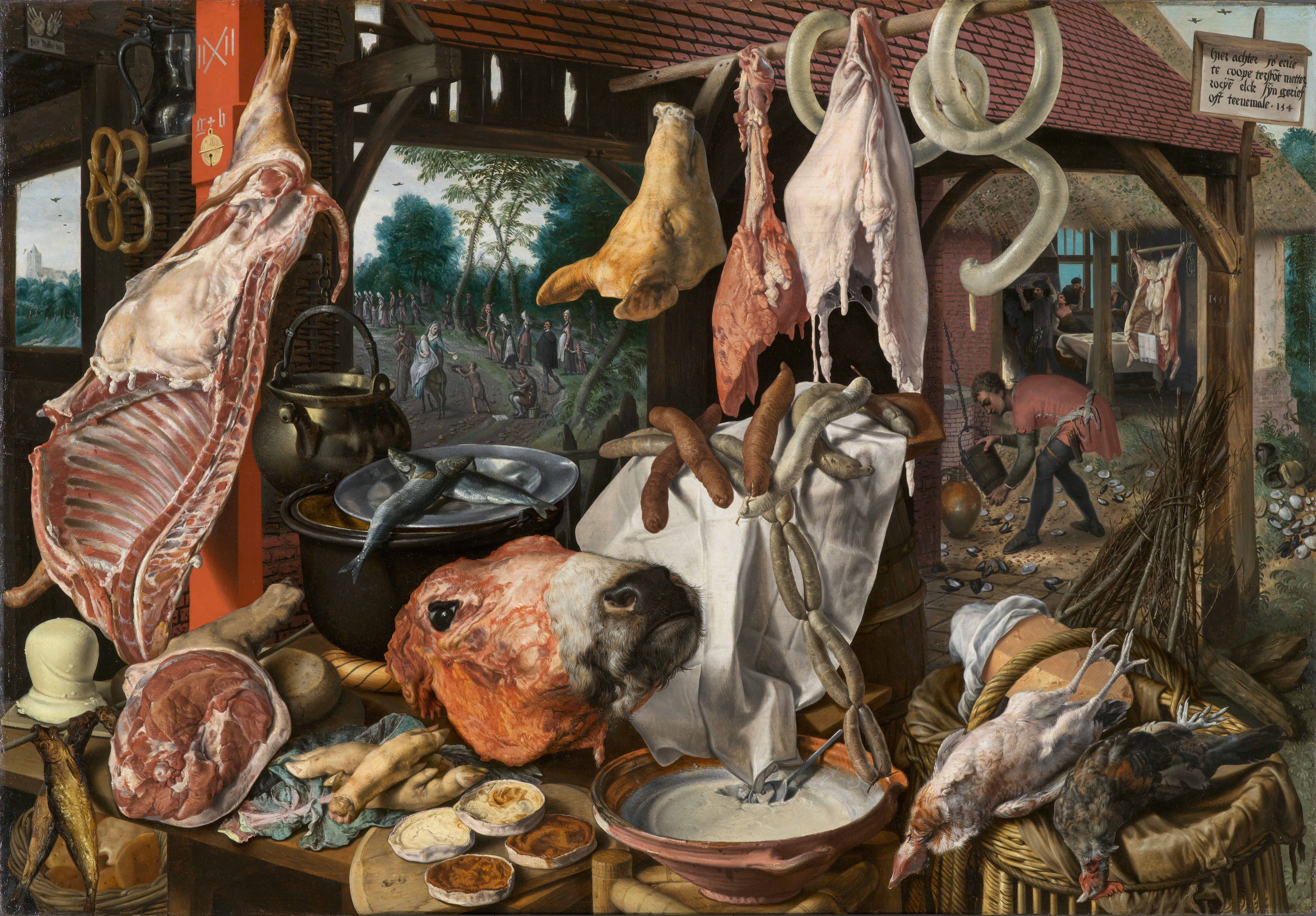
«М'ясна лавка зі святим сімейством, що роздає милостиню», Пітер Артсен, 1551 рік

У 1563 році Брейгель одружився з дочкою свого вчителя Пітера Кука ван Альста Майкен Коеке і переїхав до Брюсселя, де на той час засідав уряд Іспанських Нідерландів. У 1567 намісник Фернандо Альварес де Толедо Альба заснував Криваву раду для придушення громадянських і релігійних свобод та забезпечення іспанського правління, що призвело до масових арештів і страт. Достеменно невідомо, чи дотримувався Брейгель кальвінізму і чи мала картина «Притча про сліпих» політичне підґрунтя, однак дослідники припускають, що художник критично ставився до католицької церкви. Останні роботи Брейгеля, такі як «Притча про сліпих» і «Сорока на шибениці», написані в похмурих тонах.
У Стародавній Греції незрячих людей сприймали як отримувачів божих дарів, а сліпі співці користувалися великою повагою у публіки. У середньовічній Європі незрячі були сакралізованими, часто зустрічалися описи їх чудесного зцілення. Прикладом є образ Вартимія в Мр 10:46-52. Після Реформації сюжети про святих і чудеса перестали бути популярними у протестантських регіонах Європи. У католицькій традиції такі справи милосердя, як наділення милостинею сліпих і бідних, відносилися до «добрих справ», які, разом із вірою, сприяли порятунку Ісуса. Однак протестантська доктрина sola fide відкидала роль справ у досягненні порятунку душі, наказавши, що порятунок залежить тільки від віри (і ускладнення Божого приречення для кожної людини). Благодійні практики щодо бідних і немічних скоротилися, і якість життя жебраків різко погіршилася . Література того часу зазвичай описує сліпих як шахраїв або об'єкти для жартів. У своїй ранній роботі «Нідерландські прислів'я» (1559) Брейгель також зобразив притчу «Сліпий веде незрячого». Голландське прислів'я того часу свідчило: «Якщо один сліпий веде іншого, то вони обидва впадуть у канаву».

## Аналіз

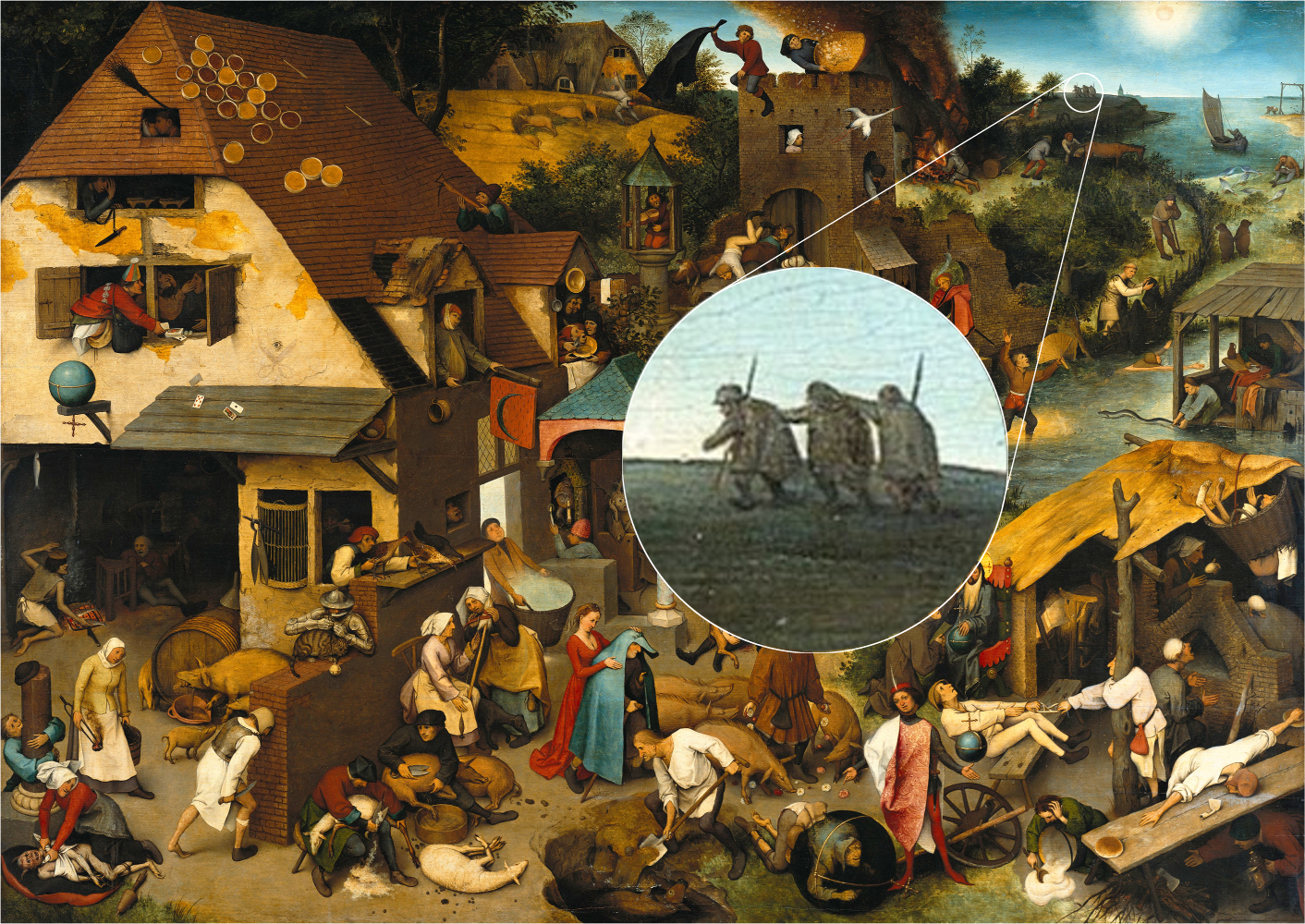
Зображення притчі «Сліпий веде незрячого» у ранній роботі Брейгеля «Нідерландські прислів'я», 1559 рік

Мистецтвознавець Шарль Боло відзначав властиву композиційному ритму Брейгеля напруженість. Композиція символічно розділена паралельними косими лініями на дев'ять рівних частин, розташованих під кутом відносно один одного. Сюжет побудовано таким чином, що глядач звертає увагу на дію, а не концентрується на окремих фігурах. Згідно мистецтвознавцю Ростиславу Клімову, за дією фігур йде послідовна зміна «від тупості і тваринної плотоядності через жадібність, хитрість і злість до стрімко зростаючої осмисленості, а разом із нею й огидна духовна потворність понівечених облич». Сліпі чоловіки схожі один на одного за одягом і рисами обличчя і виглядають так, ніби змінюють один одного в одному русі, кульмінацією якого є падіння. Кожен чоловік зображує одну з послідовних фаз падіння: «ходьба, потім коливання, стривоженість, спотикання, і, нарешті, падіння». Голови фігур також розташовані за кривою лінією, і чим далі послідовність руху, тим більша відстань між головами, що створює відчуття прискорення швидкості падіння. Крім цього, відчуття падіння передається через підігнуті ноги, вбрання, що відлітає назад, розташування палиць. На думку Наталії Гершензон-Чегодаєвої, брейгелівські сліпі є алегорією мандрівного земною поверхнею людства, а їх падіння у струмок знаменує його похмурий кінець. Стрімкі дахи будинків на задньому плані надають композиції рухливості.
Мистецтвознавець Густав Глюк зазначив, що зображені жебраки одягнені в гарний одяг, несуть повні грошей гаманці й посохи. Дослідники Ліндсей і Бернар Хаппе пояснюють подібне протиріччя тим, що незрячі можуть бути несправжніми священиками, які проігнорували настанови Ісуса не носити золото, гаманці чи посохи. Колісна ліра в руках поводиря інтерпретується як знак того, що чоловік був «несправжнім менестрелем», який не возвеличує Бога. Той факт, що сліпі подорожують бічними провулками, також свідчить про їх статус жебраків.

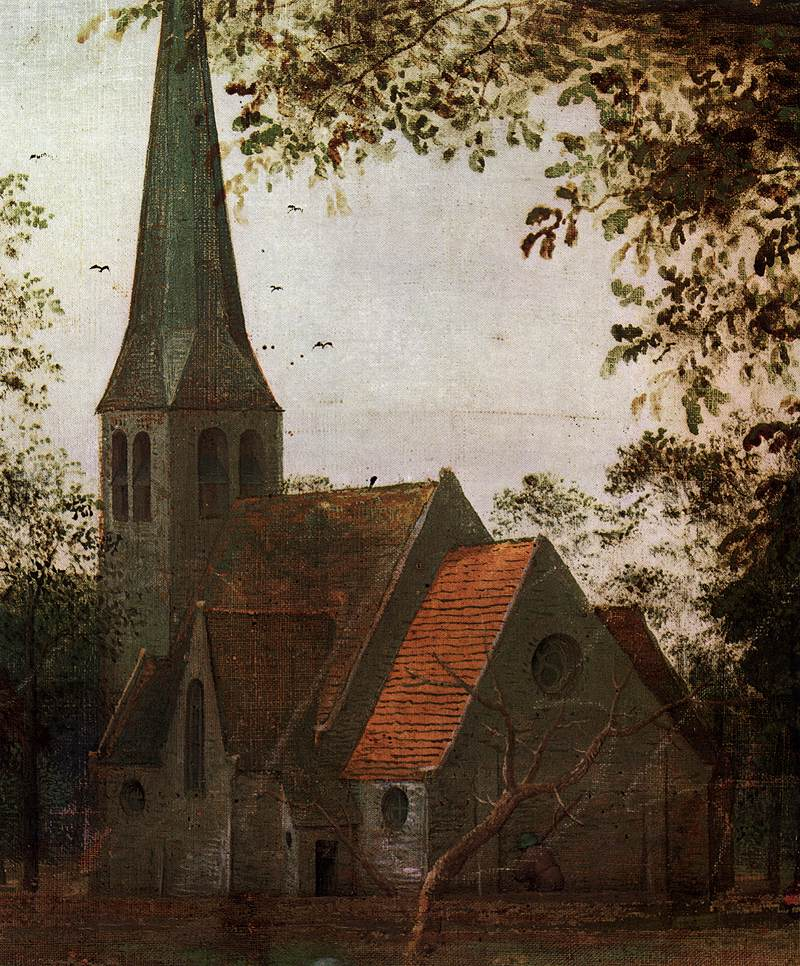
Церква Пед-Сент-Анн у селі по дорозі з Брюсселя у Нінове. Зображення церкви викликало суперечливі інтерпретації картини

На задньому плані Брейгель зобразив церкву Сент-Анн у Ділбеку, розташовану на території сучасної Бельгії. Зображення релігійної символіки викликало суперечливі інтерпретації картини. Відповідно до першої точки зору, образ церкви є доказом моралістичної підґрунтя композиції. Прихильники цієї теорії вважають, що Брейгель зобразив двох чоловіків, які спотикаються, як таких, що перебувають за межею, за якою можливе спокутування гріхів. Решта четверо незрячих композиційно розташовуються за церквою і, таким чином, можуть бути врятовані. Протилежна точка зору має на увазі, що церква з розташованим перед нею засохлим деревом є анти-католицьким символом, і що ті, хто слідує за нею, впадуть за поводирем, як і люди в канаві. Деякі дослідники заперечують будь-який символічний контекст, аргументуючи це тим, що церкви часто з'являються у сільських сценах Брейгеля як частина сільського пейзажу. Лікар Зейнел А. Карчіоглу припускає, що церква символізує байдужість до тяжкого становища інвалідів. Біля правого краю картини зображено квітку ірису — символ чесноти і порятунку.
Замість властивої картинам того періоду статичності, Брейгель розглядає траєкторії часу і простору через прискорений рух фігур. Особливу увагу художник приділив зображенню ніг сліпих чоловіків, дивлячись на які глядач відчуває, як збивається ритм ходи і відбувається саме падіння. Критики Шарко і Річер відзначали, що до XVII століття візуалізація руху не була поширеною серед художників. Таким чином, Брейгель значно випередив свій час, визначивши наперед концепцію кінофільмів і працю Марселя Дюшана «Оголена, що спускається сходами». Карчіоглу вважає, що картина передбачає хронофотографію Етьєна-Жуля Маре. Голландський режисер Йоріс Івенс стверджував: «Якби Брейгель був живий сьогодні, він був би режисером».

## Вплив
«Притча про сліпих» вважається однією із найвидатніших праць у світі мистецтва. Картина Брейгеля розглядається як найбільш рання з усіх збережених ілюстрацій притчі «Сліпий веде незрячого», хоча існують і більш ранні нідерландські гравюри, що зображували сцени з притчі. Серед них є праці, приписувані Босху й Корнелісу Массейсу, з якими Брейгель, швидше за все, був знайомий. Полотна художника здобули всесвітню популярність і навіть вивчалися дослідниками в далеких від мистецтва дисциплінах, таких як медицина.

Фігури незрячих на картині Брейгеля справили великий вплив на послідовників художника, зокрема Давида Вінкбонса. Фламандський гравер Ієронім Вірікс додав «Притчу про сліпих» до своєї серії «Дванадцять фламандських прислів'їв». Підробка під назвою «Сліпий», приписувана Якобу Саверею, з'явилася у 1600 році з помилковим написом, що датується 1562 роком. Пітер Брейгель Молодший створив збільшену версію картини у 1616 році з додатковими деталями як, наприклад, отара овець. Спочатку робота Брейгеля Молодшого перебувала у приватній колекції Фердінандо I Гонзага, покровителя італійського художника бароко Доменіко Фетті, який, імовірно, перебував під впливом картини, коли малював свою версію притчі у 1621—1622 роках. Наразі полотно Пітера Брейгеля Молодшого експонується у Луврі. 

Роботи, натхненні картиною Брейгеля «Притча про сліпих»
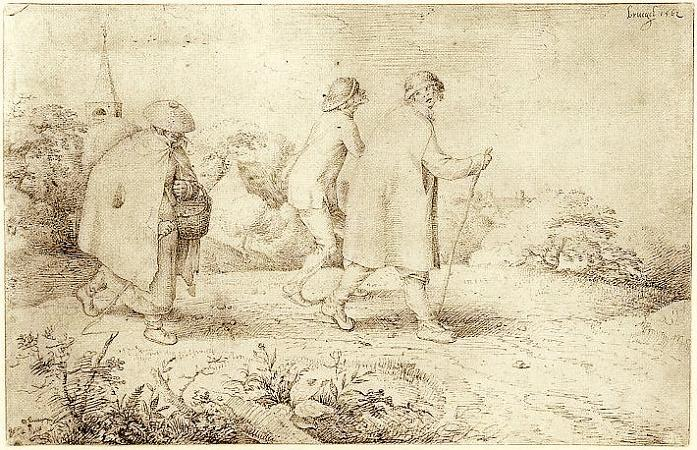
Підробка, приписувана Якобу Саверею[en], приблизно 1600 рік
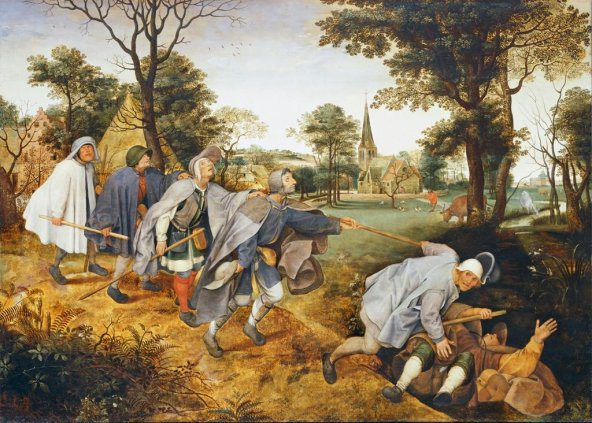
Копія роботи, виконана Пітером Брейгелем Молодшим, приблизно 1616 рік
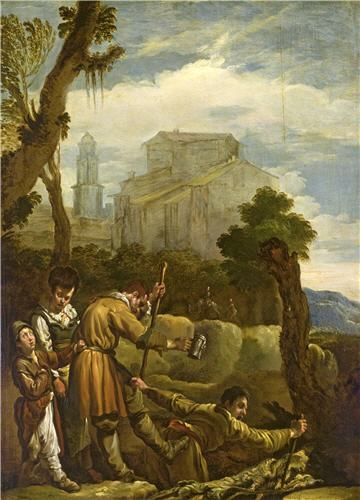
Доменіко Фетті, приблизно 1621-1622 рік
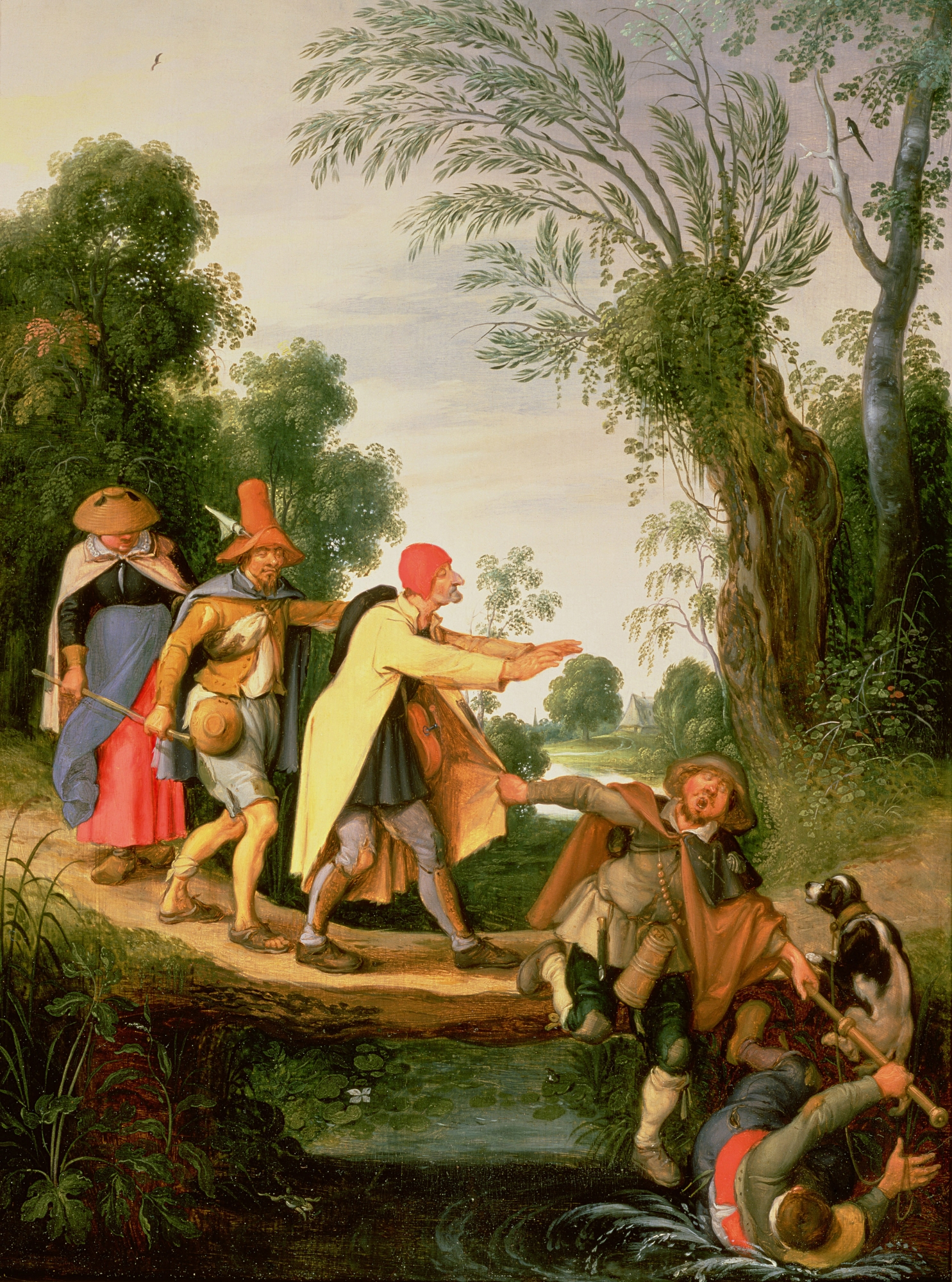
Себастьян Вранкс, початок XVII століття

Картині Брейгеля були присвячені і літературні твори, зокрема вірші німецьких і французьких поетів Йозефа Вайнхебера, Вальтера Бавероа , Шарля Бодлера.
«Поглянь, моя душе, які страшні вони!

А чимось і смішні, неначе манекени

Або юрба сновид, що погляд невтоленний

До нетутешньої звернули далини.

Хоч іскри Божої в очах у них немає,

Гадаю, жодного між ними не було,

Хто б похилив униз важке своє чоло,

Уперто вдивлений у небеса безкраї.

Отак ідуть вони крізь темну непроглядь,

Що можна тиші одвічній дорівнять;

О Місто! Радісне, ревуче, біснувате,

 

Нещадних повне втіх, і співів, і проклять!

Здурілий, сам бреду, сновидам тим під стать:

Чого, кажу, сліпцям у Небесах шукати?»
Шарль Бодлер, сонет «Сліпці», Квіти зла, (1861)
Переклад М.Москаленка
Американський письменник Вільям Карлос Вільямс створив серію поем про роботи Брейгеля. Одна з них, «Притча про сліпих» 1962 року, присвячена композиції картини і значенням слова «сліпий», яке з'являється три рази у восьми терцетах. Фігури спотикаються по діагоналі вниз, і
|  | …один простує за іншим з посохом у руці, до торжества катастрофи |

Картини Брейгеля послужили джерелом натхнення для п'єси Моріса Метерлінка «Сліпі», роману «Притча про сліпих» західно-німецького письменника Герта Хоффмана. Останній зобразив, як Брейгель неодноразово змушував людей взимку переходити міст і падати у струмок, щоб домогтися вираження людської сутності, що відображає спустошення на їхніх обличчях. В історичному романі 1987 року «Брейгель, або майстерня снів» Клода Генрі Рокета Брейгель малює сліпих зі страху втратити свій власний зір. Французький карикатурист F'Murr створив комікс Les Aveugles (1991) за мотивами картини.

## Провенанс
Роботи Брейгеля «Притча про сліпих» і «Мізантроп» були згадані у 1612 році при конфіскації майна графа Парми Джованні Баттіста Масі за участь у змові проти Фарнезького дому. Достеменно невідомо, як саме картина виявилася в Італії, хоча дослідники припускають, що полотно потрапило до колекції Масі через його батька, який повернувся у 1595 році із Нідерландів з декількома картинами. Після конфіскації картина Брейгеля увійшла до одного з найбільших зібрань епохи Відродження, що належить дому Фарнезе. Воно було розділене між сімейними резиденціями у Пармі й Римі.
У XVIII столітті король Іспанії Карл III успадкував колекцію від своєї матері Ізабелли Фарнезе, спадкоємиці Пармського герцогства, яка згодом стала королевою. Коли молодший син Карл отримав титул герцога Парми, після захоплення Неаполітанського королівства він також став королем Неаполя. Згодом Карл успадкував іспанський престол і розмістив свою художню колекцію у будівлі сучасного музею Каподімонте в Неаполі. Робота Брейгеля «Притча про сліпих» наразі експонується в одному залі з картиною «Мізантроп».